# Petrorhagia ochroleuca
Petrorhagia ochroleuca là loài thực vật có hoa thuộc họ Cẩm chướng. Loài này được (Sm.) P.W.Ball & Heywood miêu tả khoa học đầu tiên năm 1964.